# M982 Excalibur
Le M982 Excalibur est un obus d'artillerie de calibre 155 mm, produit par la société américaine Raytheon en partenariat avec le suédois BAE Systems AB (anciennement Bofors), filiale du britannique BAE Systems.
Précédemment, alors qu'il était en test et en production limitée, il portait les désignations de « XM982 » ou d'« ER DPICM » (en anglais : Extended Range Dual Purpose Improved Conventional Munitions, signifiant « Munitions conventionnelles améliorées à double objectif et portée étendue »).

## Historique

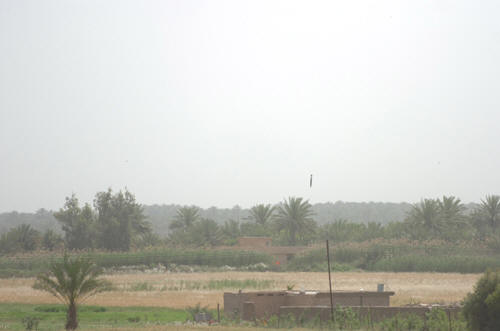
Un obus M982 Excalibur à guidage GPS va s'abattre sur une maison servant d'abri à des insurgés durant des opérations de combat dans le nord de la région de Bagdad, le 5 mai 2007. C'est la Brigade Combat Team, 1re division de cavalerie américaine qui a tiré depuis un M109A6 Paladin depuis le Camp Taji ; il s'agit de la première utilisation opérationnelle de ce projectile.

Ce programme de munition, appelé Precision Guided Extended Range Artillery Projectile et/ou Extended Range Dual Purpose Improved Conventional Munitions, a commencé à être développé en 1998 sous le nom de XM982 Excalibur, en référence à cette légendaire épée.
L'intérêt principal d'Excalibur est de permettre l'emploi de l'artillerie dans des opérations de contre-insurrection, de guerre asymétrique et dans les conflits de basse intensité, notamment en zone urbaine.
Avec la précision d'Excalibur, des cibles peuvent être combattues avec un risque faible de dommage collatéral, et les forces amies ne doivent plus, en théorie, prendre une distance de sécurité d'au moins 200 mètres. Les obus classiques américains de 155 mm ont une probabilité d’erreur qui peut atteindre 106 m à 25 km de distance sur terrain plat (plus de 300 m sont évoqués en terrain montagneux).
Un budget de 1,4 milliard de dollars américains a été prévu pour 30 388 exemplaires commandés par l'United States Army, qui l'a mis en service en 2006. L'armée canadienne en a utilisé plusieurs durant des opérations a Kandahar à partir de 2008. L'armée suédoise doit en recevoir à partir de 2010. Fin 2007, l'armée australienne en commande 250 exemplaires, pour un montant de 40 millions de dollars, le contrat pour l'ensemble du système avec radioguidage, munitions d'entrainement, etc. est évalué au 21 avril 2008 à 58 millions de dollars.
Elle est utilisée durant la guerre en Irak à partir de mai 2007, avec un résultat initial très satisfaisant, 92 % des coups faisant mouche à moins de quatre mètres de la cible.
Cette munition a été désignée comme une des « Dix grandes inventions de l'Armée récompensée pour 2007 »,.
Au début de mars 2016, près de 800 obus ont été tirés au combat, plus de 1 400 obus début février 2019.
Pour l'année fiscale 2019, l'armée américaine prévoit l’achat de 1 189 Excalibur sur un total d'une commande de 150 000 obus de 155 mm
En 2020, les premiers tirs d'essais d'une version à désignation laser sont effectués.
En janvier 2022, il est dévoilé des tirs à une distance record aux États-Unis de plus de 46 km depuis un CAESAR français.

## Caractéristiques

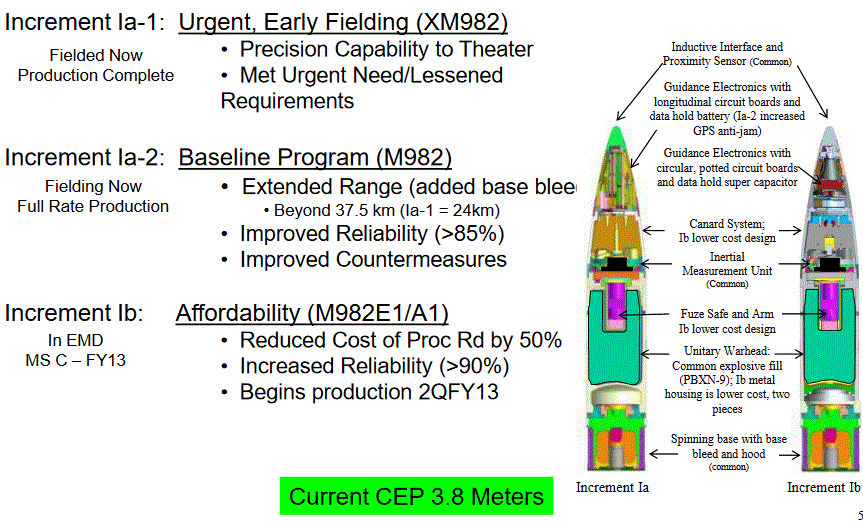
Description des différents standards du M982 de la préproduction au modèle de série.

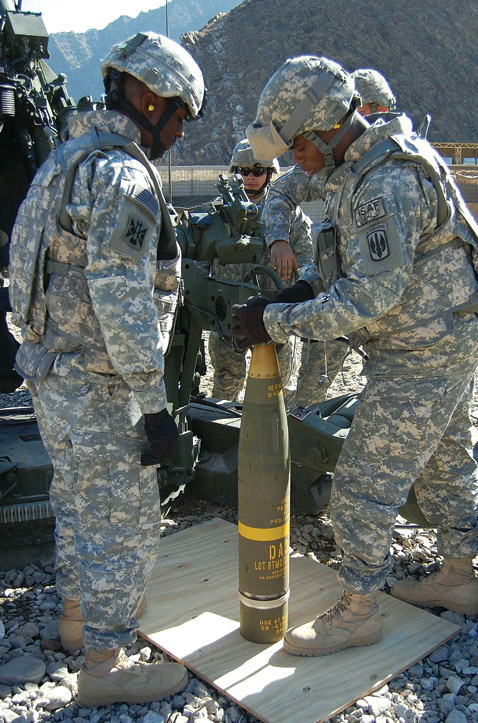
Artilleurs du 321st Field Artillery Regiment, en 2008, introduisant la fusée de proximité contenant les coordonnées GPS de la cible dans un obus M982.

Cet obus, guidé par GPS et guidage inertiel, a une masse de 48 kg et a une portée maximale de 35 à 50 km, grâce à sa conception incluant un réducteur de traînée de culot.
Les coordonnées GPS sont introduites dans les fusées de proximité, depuis la fin des années 2000, par un dispositif de réglage de fusée d'artillerie inductive portable amélioré (Enhanced Portable Inductive Artillery Fuze Setter, EPIAFS) utilisé également pour les obus de mortier XM395 Precision Guided Mortar Munition (en) et le M1156 Precision Guidance Kit (en) utilisé sur des obus de 155 mm classiques.
Il a un écart circulaire probable compris entre 5 et 50 mètres lorsqu'il est utilisé à sa portée maximum de 50 km, contre plus de 300 mètres pour un obus conventionnel.
Plusieurs versions sont disponibles : une tête unitaire explosive, une charge avec 85 sous-munitions antipersonnel XM85 et une avec deux charges antichars SADARM.
Cette munition est fabriquée dans la McAlester Army Ammunition Plant (en), une usine appartenant au département de la Défense à McAlester, Oklahoma. Fin 2008, il a été décidé de monter la production à 150 exemplaires par mois, contre 18 auparavant,.
En 2008, le coût unitaire était de 85 000 $, et il pourrait baisser à 50 000 $ en production de masse.
La version Excalibur 1b, testée de juillet 2008 à mai 2009, utilise du titane et moins de pièces, ces dernières étant de fabrication plus simple, entraînant une baisse des coûts et une fiabilité accrue. Pour l'année fiscale 2013, l'armée américaine a demandé 2 287 de ces obus pour un coût de 122,629 millions de dollars, soit 53 620 dollars l'unité, mais une partie de ce financement peut être refusée lors de l'adoption du budget de la défense par le Congrès des États-Unis.
Cette munition peut être tirée par plusieurs pièces d'artillerie, dont l'obusier M777, l'Archer FH77, PzH 2000 et le CAESAR français.

## Opérateurs
- Australie : 250 exemplaires ;
- Canada
- États-Unis : 30 388 exemplaires prévus à l'origine du programme ;

Opérateurs dans le monde

- Danemark : test sur un CAESAR début 2018[20] ;
- Jordanie
- Suède
- Pays-Bas : 100 exemplaires commandés en 2015 dans le cadre d'un contrat de 8,3 millions de dollars[21], qualification en octobre 2018[22] ;
- Inde : premier lot de 1 200 obus acheté en octobre 2019, premier tir le 9 décembre 2019[23];
- Ukraine : dons occidentaux durant l'invasion de l'Ukraine par la Russie en 2022. 3 000 fournis par les États-Unis en date d'octobre 2022[24].
- Espagne Pour ses obusiers chenillés ou remorqués de calibre 155mm, particulièrement le M108/M109 et le Santa Bárbara Sistemas 155/52[25], 153 obus commandés en 2022[26], en service dès 2023[27].

## Sources et références

### Vidéos
- (en) Reportage sur le M982 Excalibur
- Test d'un Excalibur - Metacafe